# Panorama Tools
Panorama Tools (также PanoTools) — свободно распространяемый набор программ и библиотек с открытым исходным кодом. Был написан немецким профессором физики и математики Гельмутом Дершем (Helmut Dersch). Panorama Tools представляет собой фреймворк, предназначенный для использования в сторонних проектах по сборке панорамных изображений.
Уникальность PanoTools заключается в том, что в отличие от иных программ, которые склеивают панорамы, основываясь на контурах, данный фреймворк трасформирует исходные изображения целиком так, чтобы минимизировать различие в рисунках, параллельно исправляя дисторсию и искажения перспективы.
Panorama Tools изначально является только движком по обработке изображений и не имеет графического интерфейса, поэтому разработчики должны создавать его сами для своих проектов.

## История
Дерш начал разрабатывать движок Panorama Tools для создания панорамных изображений в 1998 году, но в 2001 году ему пришлось прекратить разработку в связи с юридическим преследованием и претензиями на нарушение патентов компании iPIX. Дерш выпустил основную библиотеку (pano12) и некоторые программы из состава Panorama Tools в соответствии с пунктами GNU General Public License. Остальные приложения были доступны только в виде исполняемых файлов без права на копилефт.
Разработка Panorama Tools была продолжена силами членов из списка рассылки Panorama Tools. В декабре 2003 года они инициировали проект бесплатного программного обеспечения, который в настоящее время размещается на площадке SourceForge, которая требует, чтобы все размещенное на ней программное обеспечение было выпущено под лицензией с открытым исходным кодом.
Нелицензированные исполняемые файлы на SourceForge отсутствуют, однако их можно найти на сторонних сайтах.
5 августа 2007 года Дерш объявил о своем намерении повторно использовать исходный код Panorama Tools. 9 августа 2007 года Дерш сменил лицензию на GNU Lesser General Public License.

## Компоненты

### Оригинальный релиз
PanoTools содержит следующие компоненты:
PTEditor
Интерактивный редактор панорам, основанный на Java
PTPicker
Графический интерфейс для сшивки панорам, основанный на Java
PTCrypt
Инструмент для преобразования изображений для просмотра в реальном времени через PTViewer, основанный на Java.
PTStitcher
Инструмент для сшивки панорам.
PTOptimizer*
Инструмент для оптимизации позиций и размеров изображений с использованием данных контрольных точек.
PTStereo
Инструмент для создания трехмерных объектов на основе двух и более стереоизображений.
PTInterpolate
Физически действительный интерполятор. Этот инструмент создает представления из любой промежуточной позиции на основе двух изображений одной и той же сцены.
PTMorpher
Инструмент для морфинга.
PTAverage
Усредняет изображения для уменьшения шума и увеличения плотности.
PTStripe
Комбинирует изображения в полоски для просмотра в обозревателях объектов (расширение PTMovie для PTViewer).
PanoTools Plugins
Плагины для корректировки изображений в Photoshop, GIMP и т. д. Также могут использоваться в других приложениях, работающих с плагинами для Photoshop.
pano12 library*
Основной движок, используемый в программах для сборки панорам с графическим или командным интерфейсом.
pano13 library*
Текущая версия движка PanoramaTools. Несовместима с программами, для которых нет открытого исходного кода.

### Дальнейшее развитие проекта
В 2006 году функциональность компонента PTstitcher была воспроизведена разработчиками Panorama Tools, в процессе чего она была разделена на несколько программ:
PTmender*
Повторное отображение одного изображения за раз.
PTblender*
Реализует алгоритм коррекции цвета из поздних версий PTstitcher.
PTmasker*
Вычисляет сшивающие маски, дает возможность увеличения глубины резкости путем наложения изображений.
PTroller*
Объединяет набор входных изображений в одно.
PTcrop*
Обрезает изображение по внешнему прямоугольнику.
PTuncrop*
Выполняет обратную функцию PTcrop: берет обрезанный файл и создает необрезанный.
PTtiff2psd*
Объединяет набор входных изображений и создает файл Photoshop PSD, в котором каждое входное изображение является отдельным слоем.
Звездочкой отмечены компоненты с исходным кодом.

### Внешние интерфейсы и приложения
Для упрощения работы и добавления функциональности было разработано множество графических интерфейсов для инструментов Panorama Tools, как с открытым исходным кодом (например, Hugin), так и коммерческих (например, PTgui), а также множество других сопутствующих приложений (например, Smartblend и Enblend), которые во многих случаях не требуют прямого взаимодействия с программами в наборе инструментов Panorama Tools.